# Lost Nation (Iowa)
Lost Nation es una ciudad ubicada en el condado de Clinton en el estado estadounidense de Iowa. En el Censo de 2010 tenía una población de 446 habitantes y una densidad poblacional de 271,18 personas por km².

## Geografía
Lost Nation se encuentra ubicada en las coordenadas 41°58′00″N 90°49′0″O / 41.96667, -90.81667. Según la Oficina del Censo de los Estados Unidos, Lost Nation tiene una superficie total de 1.64 km², de la cual 1.64 km² corresponden a tierra firme y (0%) 0 km² es agua.

## Demografía
Según el censo de 2010, había 446 personas residiendo en Lost Nation. La densidad de población era de 271,18 hab./km². De los 446 habitantes, Lost Nation estaba compuesto por el 99.1% blancos, el 0.9% eran afroamericanos, el 0% eran amerindios, el 0% eran asiáticos, el 0% eran isleños del Pacífico, el 0% eran de otras razas y el 0% pertenecían a dos o más razas. Del total de la población el 1.35% eran hispanos o latinos de cualquier raza.